# Internettelevisie
Internettelevisie (of internet-tv) is een brede term gebruikt voor het beschrijven van de combinatie van internet met televisie. De term internettelevisie wordt zowel gebruikt voor het specifiek weergeven van video (televisiebeelden) via het internet, als het algemeen weergeven van inhoud van het internet op een televisie.

## Oorsprong
Onder het weergeven van video via het internet wordt verstaan dat digitale videobeelden over een internetverbinding worden getransporteerd en op een afspeelapparaat worden getoond. Dit afspeelapparaat kan een televisietoestel zijn, maar het kan ook een pc zijn. Een van de manieren om deze beelden over het internet te transporteren maakt gebruik van het zogenaamde "Internet Protocol Television". De beelden kunnen oorspronkelijk zowel van de traditionele tv-omroepen en als van het internet (bijvoorbeeld YouTube) afkomen. Voor het kijken van tv via het internet is veelal een breedbandinternetverbinding vereist.
Internet-tv kan ook betrekking hebben op het weergeven van internet inhoud op een televisiescherm. Deze inhoud hoeft zich niet te beperken tot video beelden maar kan bijvoorbeeld bestaan uit internet pagina's, foto's, video en audio.
Verder hoeft het niet zo te zijn dat internet-tv ook meteen "interactieve televisie" betekent, dus dat de gebruiker interactie kan hebben met de beelden op het apparaat.

## Voorbeelden
Voorbeelden van apparaten die televisiebeelden via het internet kunnen tonen zijn:
- KPN Interactieve televisie
  - Via een speciaal kastje dat op de televisie wordt aangesloten kan een gebruiker traditionele tv-kanalen via het internet bekijken, maar kan de gebruiker ook extra's gebruiken als een elektronische programmagids.[1]
- Apple TV
  - Een kastje wat op de televisie wordt aangesloten en de mogelijkheid biedt videobeelden van het internet (bijvoorbeeld YouTube) op televisie te tonen.

Voorbeelden van apparaten die inhoud van het internet op televisie kunnen tonen, zijn:
- Microsofts WebTV
  - In Amerika gebruikt apparaat om internetgegevens via het televisiescherm te tonen.
- Samsung Internet@TV
  - Internet@TV is samen met Yahoo opgezet, en bestaat uit een chip van Intel, ingebouwd in de televisie, die speciaal geconstrueerde gegevens van het internet via zogenaamde widgets op de televisie toont. De onderliggende techniek is gebaseerd op de Konfabulator-taal (API). Voorbeelden van diensten die Samsung op deze manier op de televisie aanbiedt zijn Flickr en YouTube.[2][3]
- Philips Net TV
  - Net TV is de naam voor een eigenschap van Philips-televisietoestellen (vanaf april 2009[4]) die het mogelijk maakt speciaal aangepaste internetpagina's te bekijken op de televisie. De Net TV-pagina's maken gebruik van de open standaard CE-HTML. In Net TV worden verschillende diensten aangeboden, zoals YouTube en het AD,[5][6] die allemaal gemaakt zijn in een aangepast formaat. Zo is het lettertype groter en is de hele pagina te bedienen met de op-, neer-, links- en rechts-knoppen op de afstandsbediening.
- Nintendo Wii
  - De Wii-spelcomputer beschikt over een ingebouwde Opera webbrowser die het mogelijk maakt internet pagina's te bekijken. Deze pagina's worden door de browser automatisch omgezet naar een formaat dat leesbaar is een televisiescherm. Ook Adobe Flash wordt ondersteund door deze vorm van internettelevisie.

## Andere namen
- IPTV Internet Protocol Televisie;
- televisie op de desktop (TOD);
- vlog: video weblog;
- vodcast: video on demand;
- soms wordt ook de term webvideo gebruikt, terwijl dit eigenlijk een verzamelbegrip is voor alle video die via internet te bekijken is.

## Methoden en technologieën
- Streaming media
- CE-HTML
- BitTorrent;
- HTTP. Hypertext Transfer Protocol
- SMIL. Synchronized Multimedia Integration Language.

## Verwijzingen
1. ↑  KPN Interactieve TV ontvanger
2. ↑  http://connectedtv.yahoo.com/developer/ Samsung Connected TV Yahoo. Gearchiveerd op 24 oktober 2013.
3. ↑  https://web.archive.org/web/20090423105749/http://www.hdtvnieuws.nl/hdtv/samsung-hdtv-20090317 Samsung vernieuwt HDTV lijn met Medi@2.0 en Internet@TV
4. ↑  Televisies met internet op de markt, NOS Journaal 28 april 2009
5. ↑  AD op Philips Net TV - Algemeen Dagblad, 23 februari 2009
6. ↑  De AD Net TV site in CE-HTML-formaat (speciale browser vereist)